# Siches (localidad)
Siches es una localidad peruana ubicada en el distrito de Lobitos, perteneciente a la provincia de Talara del departamento de Piura, al norte del Perú. En el 2017 tenía una población de 41 habitantes.